# Madagascar Kartz
Madagascar Kartz es un videojuego de carreras desarrollado por Sidhe y publicado por Activision para las consolas Nintendo DS, Wii, Xbox 360 y PlayStation 3. El juego está basado en la película Madagascar de Dreamworks Animation.

## Mecánica de juego
Se trata de un básico juego de carreras de karts donde el jugador puede realizar saltos, giros y volteretas. Hay varios circuitos diferentes ambientados en escenas de la franquicia surgida de las películas. El periférico Madagascar Kartz Wheel, similar al Wii Wheel pero con diferéncias en su estética, se incluye con el juego en la versión de Wii, pudiéndose jugar con él de manera opcional. El manejo de los vehículos con el Madagascar Kartz Wheel es similar al visto anteriormente en Mario Kart Wii con el uso del Wii Wheel.

## Personajes
- Alex, el león
- Marty, la cebra
- Melman, la jirafa
- Gloria, el hipopótamo
- Los 4 Pingüinos
- Los Chimps
- El rey Julien
- Shrek
- B.O.B.

- Datos: Q2328977